# Seco
Seco is een geslacht van vlinders uit de familie van de prachtvlinders (Riodinidae), onderfamilie Riodininae.
Seco werd in 2002 voor het eerst wetenschappelijk beschreven door Hall & Harvey.

## Soorten
Seco omvat de volgende soorten:
- Seco aphanis (Stichel, 1910)
- Seco calagutis (Hewitson, 1871)
- Seco ocellata (Hewitson, 1867)